# Tortula crispata
Tortula crispata là một loài rêu trong họ Pottiaceae. Loài này được (Hampe) Watts & Whitel. mô tả khoa học đầu tiên năm 1902.